# Daniił Cypłakow
Daniił Cypłakow (ur. 29 lipca 1992) – rosyjski lekkoatleta, specjalizujący się w skoku wzwyż.
W 2009 zdobył najpierw brązowy medal mistrzostw świata juniorów młodszych, a następnie zwyciężył w olimpijskim festiwalu młodzieży Europy. Nie udało mu się awansować do finału mistrzostw świata juniorów w 2010 w Moncton. W 2011 zajął czwarte miejsce podczas mistrzostw Europy juniorów, a dwa lata później został młodzieżowym wicemistrzem Europy. Piąty zawodnik halowych mistrzostw świata w Sopocie (2014). W tym samym roku zajął 5. miejsce na czempionacie Starego Kontynentu w Zurychu. Halowy mistrz Europy z Pragi (2015). W tym samym roku zdobył złoto uniwersjady oraz zajął 5. miejsce na mistrzostwach świata w Pekinie. Srebrny medalista światowych wojskowych igrzysk sportowych (2015).
Medalista mistrzostw Rosji.
Rekordy życiowe: stadion – 2,33 (3 sierpnia 2014, Sarańsk i 20 czerwca 2015, Czeboksary); hala – 2,34 (18 lutego 2014, Moskwa).

## Osiągnięcia
| Rok  | Impreza                                 | Miejsce          | Lokata     | Wynik |
| ---- | --------------------------------------- | ---------------- | ---------- | ----- |
| 2009 | Mistrzostwa świata juniorów młodszych   | Tyrol Południowy | 3. miejsce | 2,17  |
| 2009 | Olimpijski festiwal młodzieży Europy    | Tampere          | 1. miejsce | 2,21  |
| 2010 | Mistrzostwa świata juniorów             | Moncton          | el. –      | 2,05  |
| 2011 | Mistrzostwa Europy juniorów             | Tallinn          | 4. miejsce | 2,23  |
| 2013 | Młodzieżowe mistrzostwa Europy          | Tampere          | 2. miejsce | 2,28  |
| 2014 | Halowe mistrzostwa świata               | Sopot            | 5. miejsce | 2,32  |
| 2014 | Mistrzostwa Europy                      | Zurych           | 5. miejsce | 2,26  |
| 2015 | Halowe mistrzostwa Europy               | Praga            | 1. miejsce | 2,31  |
| 2015 | Superliga drużynowych mistrzostw Europy | Czeboksary       | 1. miejsce | 2,33  |
| 2015 | Uniwersjada                             | Gwangju          | 1. miejsce | 2,31  |
| 2015 | Mistrzostwa świata                      | Pekin            | 5. miejsce | 2,29  |
| 2015 | Światowe wojskowe igrzyska sportowe     | Mungyeong        | 2. miejsce | 2,28  |